# Cratere Tala
Tala  è un cratere sulla superficie di Marte.